# Смит, Хорас
Гораций Смит, также Горас Смит или Хорейс Смит (англ. Horace Smith; 28 октября 1808 — 15 января 1893) — американский оружейник и изобретатель, соучредитель компаний Smith & Wesson (1852) и Volcanic Repeating Arms (1855). Разработал первые коммерчески успешные револьверы с унитарными патронами и рычажные винтовки, ставшие основой для винтовки Винчестера.

## Биография

### Ранние годы
Родился в семье оружейного мастера Силаса Смита. С 1824 года работал учеником на Спрингфилдском арсенале, где освоил технологии массового производства оружия.

### Карьера
Allen & Thurber (1842—1852):
- Разработал китобойные ружья с разрывными пулями в Норвиче (Коннектикут)[3]

Smith & Wesson (1852—1854):
- Совместно с Дэниелом Вессоном создал первый револьвер под водонепроницаемую версию унитарного патрона, разработанную в 1854 году (патент US 10,535 от 14.02.1854)[4][нет в источнике][5][6]

Volcanic Repeating Arms (1855—1857):
- Разработал рычажную винтовку Volcanic, но компания обанкротилась из-за ненадежности патронов[источник?][7].

Второе предприятие Smith & Wesson (1857—1874):
- Наладил производство револьверов Model 1 в Спрингфилде, ставших стандартом для американских военных[8][нет в источнике].[5][6]

### Инвестиции в земельные участки
После ухода из оружейного бизнеса в 1874 году Смит вложил капитал в Сельскохозяйственные земли в Мичигане для сдачи в аренду фермерам. Гораций также вложился и в городские участки в Спрингфилде с целью перепродажи.
Доход от аренды составлял 5000–7000 долларов (на 2025 год эквивалентно 200000-250000 долл.) ежегодно.

## Изобретения
- В 1854 году Смитом и Даниэлем Вессоном был разработан цельнометаллический унитарный патрон оригинальной конструкции, водонепроницаемый, кольцевого воспламенения с выступающей закраиной. Патрон конструкции «Смит-Вессон», обеспечивал такое немаловажное качество как всепогодность. Тем самым, патрон обеспечил возможность применения стрелкового оружия в любых погодных условиях без риска отсыревания пороха. Производство патрона началось в 1857 году.[10][3]. Кроме того, внедрение металлического унитарного патрона вкупе с совершенствованием механизмов извлечения стреляных гильз позволило перезаряжать оружие в гораздо более короткий интервал времени. [11]
- Рычажный механизм Генри послужил конструктивной основой для всех последующих рычажных винтовок Оливера Винчестера, включая Winchester Model 1866 и Winchester Model 1873. Механизм, запатентованный в 1860 году, использовал оригинальную систему запирания с качающимся рычагом и скользящим затвором, что обеспечивало надежное функционирование даже при мощных патронах центрального боя[прояснить].[7].

## Наследие
- На основе его имущества был основан Фонд Горация Смита (1899), до сих пор финансирующий образование в Массачусетсе[9].
- Включен в Зал славы американского бизнеса (2008) как пионер оружейной промышленности[12].